# Popcorn (film, 2007)
Pour les articles homonymes, voir Pop-corn (homonymie).
Pour plus de détails, voir Fiche technique et Distribution.
Popcorn est un film comique britannique réalisé par Darren Fisher en 2006 et sorti le 2 mars 2007.

## Histoire
Trop timide pour approcher la fille de ses rêves, Danny postule tout de même pour un boulot d'ouvreur de cinéma dans lequel elle travaille. Malheureusement, son premier jour de travail correspond au dernier pour elle... Danny va alors faire appel à un projectionniste qui a vu tellement de films qu'il ne distingue plus la réalité de la fiction.

## Fiche technique
- Titre : Popcorn
- Réalisateur : Darren Fisher
- Genre : Comédie romantique
- Pays d'origine :  Royaume-Uni
- Durée : 90 minutes (1 h 30)
- Sortie : 2007

## Distribution
- Jack Ryder : Danny
- Jodi Albert : Suki
- Andrew Lee Potts : Kris
- Luke de Woolfson : Zak
- Colette Brown : Florence
- Kate Maberly : Annie
- Laura Aikman : Jeannie
- Ophelia Lovibond : Katerina
- Kacey Barnfield : Yukino
- Sophie Aderton : la tueuse
- Layke Anderson : Casper
- Charlotte Bellis Ferreira : Laura
- Chike Chan : Lo
- Andrew Dunn (II) : Max
- Davis Goodall : Dave
- Kavi Shastri : Carl
- Lee Williams : Emil
- Luce Norris
- Tamsin Ambrose